# Acalypha paucifolia
Acalypha paucifolia är en törelväxtart som beskrevs av John Gilbert Baker och John Hutchinson. Acalypha paucifolia ingår i släktet akalyfor, och familjen törelväxter. Inga underarter finns listade i Catalogue of Life.